# Robert Wynn Carrington
Charles Robert Wynn Carrington, 1. markiz Lincolnshire KG, GCMG (ur. 16 maja 1843 w Whitehall w Londynie, zm. 13 czerwca 1928 w Mulsoe w hrabstwie Buckinghamshire) – brytyjski arystokrata i polityk, członek Partii Liberalnej, minister w rządach Williama Ewarta Gladstone’a, lorda Rosebery’ego, Henry’ego Campbella-Bannermana i Herberta Henry’ego Asquitha.

## Życiorys

### Pochodzenie i kariera wojskowa
Był synem Roberta Carringtona, 2. barona Carrington, i Charlotte Drummond-Willoughby, córki 21. barona Willoughby de Eresby. Wykształcenie odebrał w Eton College oraz w Trinity College na Uniwersytecie Cambridge. W 1865 r. został wybrany do Izby Gmin z okręgu Wycombe. W 1868 r., po śmierci ojca, odziedziczył tytuł 3. barona Carrington i zasiadł w Izbie Lordów. Następnie wstąpił do Królewskiej Gwardii Konnej, gdzie w 1869 r. został kapitanem. W latach 1875–1876 był adiutantem księcia Walii podczas jego podróży do Indii. W 1881 r. został podpułkownikiem Królewskiej Piechoty Buckinghamshire. W latach 1881–1885 był kapitanem Gentlemen-at-Arms.

### Kariera polityczna
Carrington był gubernatorem Nowej Południowej Walii w latach 1885–1890. Okres jego urzędowania przypadł na burzliwy okres w dziejach kolonii, która była wówczas targana kryzysami politycznymi i recesją gospodarczą. Po powrocie do Wielkiej Brytanii został w 1892 r. Lordem Szambelanem i pozostał na tym stanowisku do upadku liberalnego rządu w 1895 r. W tym samym roku otrzymał tytuły hrabiego Carrington i wicehrabiego Wendover. W 1901 r. był specjalnym wysłannikiem do Francji, Hiszpanii i Portugalii, gdzie formalnie ogłosił objęcie tronu przez Edwarda VII. W latach 1905–1911 był przewodniczącym Rady Rolnictwa, a do 1912 r. pełnił funkcję Lorda Tajnej Pieczęci. Również w 1912 r. otrzymał tytuł markiza Lincolnshire.
Od 1881 r. był członkiem Tajnej Rady. W 1885 r. otrzymał krzyż Wielki Orderu św. Michała i św. Jerzego. W latach 1892–1907 reprezentował West Pancras w radzie miejskiej Londynu. W latach 1896–1921 był prezesem Narodowego Klubu Liberalnego. W 1910 r. został Lordem Wielkim Szambelanem. W latach 1915–1923 był Lordem Namiestnikiem Buckinghamshire. W 1906 r. otrzymał Order Podwiązki. Był aktywnym masonem i wielkim mistrzem loży w Sydney w latach 1888–1890.

### Rodzina
15 lipca 1878 r. w Whitehall poślubił Cecilię Margaret Harbord, córkę Charlesa Harborda, 5. barona Suffield, i Cecilii Annetty Baring, córki Henry’ego Baringa. Robert i Cecilia mieli razem jednego syna i pięć córek:
- Marjorie Cecilia Wynn-Carrington (4 kwietnia 1880 - 17 czerwca 1968), żona Charlesa Wilsona, 2. barona Nunburnholme, miała dzieci
- Alexandra Augusta Wynn-Carrington (6 marca 1881 - 12 stycznia 1955), żona pułkownika Williama Palmera, miała dzieci
- Ruperta Wynn-Carrington (19 lipca 1883 - 26 czerwca 1963), żona Williama Legge'a, 7. hrabiego Dartmouth, miała dzieci
- Judith Sydney Myee Wynn-Carrington (27 września 1889 - 14 marca 1928), żona Waltera Keppela, 9. hrabiego Albemarle, miała dzieci
- Victoria Alexandrina Wynn-Carrington (7 grudnia 1892 - 28 marca 1966), żona porucznika Nigela Legge'a-Bourke'a i majora Erica Welda-Forestera, miała dzieci z obu małżeństw
- Albert Edward Charles Robert Wynn-Carrington (24 kwietnia 1895 - 19 maja 1915), wicehrabia Wendover, zginął podczas I wojny światowej

Carrington zmarł w 1923 r. Wraz z jego śmiercią wygasły tytuły markiza Lincolnshire, hrabiego Carrington i wicehrabiego Wendover. Tytuł barona Carrington odziedziczył jego młodszy brat, Rupert Carrington. 